# Clervaux
Pour le canton dont cette commune est le chef-lieu, voir canton de Clervaux.
Pour les articles homonymes, voir Clairvaux (homonymie).
Clervaux (en luxembourgeois : Klierf  et en allemand : Clerf) est une localité luxembourgeoise, chef-lieu de la commune portant le même nom et chef-lieu du canton homonyme.
Encaissée dans la vallée de la Clerve, Clervaux est une bourgade pittoresque fort fréquentée par les touristes. Son territoire est intégré dans le parc naturel de l'Our.
Située au cœur des Ardennes luxembourgeoises, la commune de Clervaux se compose, depuis la fusion avec les communes de Heinerscheid et de Munshausen en 2011, de 17 villages charmants et pittoresques. N’ayant pas perdu son caractère rural, la petite ville de Clervaux représente le centre de développement et d’attraction de la pointe nord du Grand-Duché de Luxembourg.
Ses attraits majeurs sont l’abbaye Saint-Maurice-et-Saint-Maur, fondée en 1910 par des bénédictins de la congrégation de Solesmes, ainsi que son château médiéval datant du XIIe siècle superbement restauré au XVIIe siècle qui abrite la fameuse exposition photographique « The Family of Man» d’Edward Steichen, photographe américain, natif du Luxembourg.

## Géographie

### Localisation
|                       | Weiswampach   | Burg-Reuland (BE)        |
| Wincrange             | Clervaux      | Sevenig (DE) Dahnen (DE) |
| Eschweiler Kiischpelt | Parc Hosingen | Dasburg (DE)             |

La commune est située dans l’Oesling, la partie luxembourgeoise de l'Ardenne. Des plateaux dégagés, à une altitude moyenne de 500 m, entrecoupés d'étroites vallées, constituent l'essentiel des paysages de la région.
À l'est, la rivière Our, un affluent de la Sûre, forme la frontière avec l’Allemagne et la Rhénanie-Palatinat. Au nord-est se trouve la frontière belge et la commune de Burg-Reuland en province de Liège. Le tripoint Allemagne-Belgique-Luxembourg se trouve donc dans la commune.

### Sections de la commune
- Clervaux (siège)
- Drauffelt
- Eselborn
- Fischbach
- Grindhausen
- Heinerscheid
- Hupperdange
- Kalborn
- Lieler
- Marnach
- Munshausen
- Reuler
- Roder
- Siebenaler
- Urspelt
- Weicherdange

#### Autres localités
- Kaesfurt
- Mecher

## Histoire
Maison de Lannoy-Clervaux

### Fusion de communes
Le 1er janvier 2012, la commune de Clervaux, comprenant les sections de Clervaux (siège), Eselborn, Reuler, Urspelt et Weicherdange, fusionne avec les communes de Heinerscheid et Munshausen.

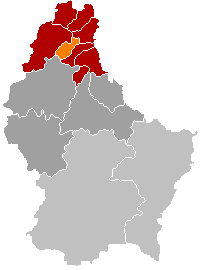
Clervaux avant 2012.
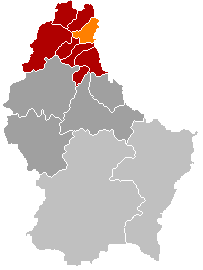
Heinerscheid.
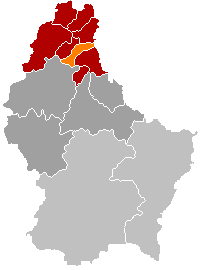
Munshausen.
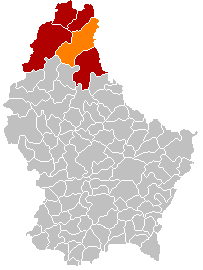
Clervaux en 2012.

## Politique et administration

### Liste des bourgmestres
| Identité                           | Période          | Période          | Durée            | Étiquette |
| Identité                           | Début            | Fin              | Durée            | Étiquette |
| ---------------------------------- | ---------------- | ---------------- | ---------------- | --------- |
| Émile Prüm (d) (1857 - 1928)       | 1895             | 1917             | 22 ans           |           |
| Johann Peter Jonas (d)             | 1918             | 1921             | 3 ans            |           |
| Albert Schiltz (d)                 | 1921             | 1927             | 6 ans            |           |
| Nicolas Fogen (d)                  | 1927             | 1934             | 7 ans            |           |
| Joseph Kratzenberg (d)             | 1935             | 1941             | 6 ans            |           |
| Georges Wagner (d) (1900 - 1994)   | 1945             | 1945             | moins d’un an    | CSV       |
| Jean Peusch (d) (1894 - 1980)      | 1946             | 1963             | 17 ans           | DP        |
| Georges Wagner (d) (1900 - 1994)   | 1964             | 1969             | 5 ans            | CSV       |
| Bernard Dedoyard (d) (1897 - 1983) | 1970             | 1975             | 5 ans            |           |
| Michel Wehrhausen (d)              | 1976             | 1987             | 11 ans           |           |
| Aloyse Nosbusch (d)                | 1988             | 1999             | 11 ans           |           |
| François Stephany (d)              | 2000             | novembre 2005    | 5 ans            |           |
| Guillaume Oestreicher (d)          | novembre 2005    | février 2007     | 1 an et 3 mois   |           |
| Yves Arend (d)                     | février 2007     | 23 novembre 2011 | 4 ans et 9 mois  | CSV       |
| Emile Eicher (né en 1955)          | 24 novembre 2011 | En cours         | 13 ans et 8 mois | CSV       |

## Population et société

### Démographie
L'évolution du nombre d'habitants est connue à travers les recensements de la population effectués dans le pays depuis 1821. Les recensements décennaux de la population permettent de caler les chiffres sur la composition de la population par sexe, âge, nationalité et commune de résidence. Entre deux recensements, la population au 1er janvier de l’année {\displaystyle x} est évaluée en ajoutant à la population au 1er janvier de l’année {\displaystyle x-1} les soldes naturel (naissances {\displaystyle -} décès) et migratoire (arrivées {\displaystyle -} départs) de l'année. La même méthode est appliquée pour la répartition par âge au 1er janvier et les effectifs totaux par nationalité. Depuis le 1er septembre 2023, le Luxembourg dénombre 100 communes.
Au 1er janvier 2024, la commune comptait 6 121 habitants.
| 1821  | 1851  | 1871  | 1880  | 1890  | 1900  | 1910  | 1922  | 1930  |
| ----- | ----- | ----- | ----- | ----- | ----- | ----- | ----- | ----- |
| 2 468 | 3 868 | 4 146 | 4 079 | 3 931 | 3 945 | 4 197 | 4 171 | 4 034 |

| 1935  | 1947  | 1960  | 1970  | 1978  | 1979  | 1981  | 1983  | 1984  |
| ----- | ----- | ----- | ----- | ----- | ----- | ----- | ----- | ----- |
| 3 991 | 3 599 | 3 196 | 3 041 | 2 845 | 2 830 | 2 834 | 2 930 | 2 950 |

| 1985  | 1986  | 1987  | 1988  | 1989  | 1990  | 1991  | 1992  | 1993  |
| ----- | ----- | ----- | ----- | ----- | ----- | ----- | ----- | ----- |
| 2 960 | 2 930 | 3 020 | 3 086 | 3 137 | 3 181 | 2 991 | 3 041 | 3 092 |

| 1994  | 1995  | 1996  | 1997  | 1998  | 1999  | 2000  | 2001  | 2002  |
| ----- | ----- | ----- | ----- | ----- | ----- | ----- | ----- | ----- |
| 3 141 | 3 172 | 3 201 | 3 246 | 3 346 | 3 381 | 3 315 | 3 557 | 3 616 |

| 2003  | 2004  | 2005  | 2006  | 2007  | 2008  | 2009  | 2010  | 2011  |
| ----- | ----- | ----- | ----- | ----- | ----- | ----- | ----- | ----- |
| 3 661 | 3 781 | 3 819 | 3 889 | 3 947 | 4 041 | 4 130 | 4 231 | 4 358 |

| 2012  | 2013  | 2014  | 2015  | 2016  | 2017  | 2018  | 2019  | 2020  |
| ----- | ----- | ----- | ----- | ----- | ----- | ----- | ----- | ----- |
| 4 564 | 4 603 | 4 735 | 4 815 | 4 847 | 5 069 | 5 228 | 5 340 | 5 463 |

| 2021  | 2022  | 2023  | 2024  | - | - | - | - | - |
| ----- | ----- | ----- | ----- | - | - | - | - | - |
| 5 605 | 5 772 | 6 021 | 6 121 | - | - | - | - | - |

Le graphique qui aurait dû être présenté ici ne peut pas être affiché car il utilise l'ancienne extension Graph, désactivée pour des questions de sécurité. Des indications pour créer un nouveau graphique avec la nouvelle extension Chart sont disponibles ici.

## Économie
Bien que raccordée dès les années 1880 au chemin de fer par sa gare, la localité n’a jamais connu un grand essor économique. Ses principales ressources aujourd’hui sont la gastronomie et le tourisme.
Pendant deux cents ans, la seule industrie à Clervaux était une tannerie de taille moyenne, la première installée au Grand-Duché de Luxembourg, en 1741.

## Culture locale et patrimoine

### Lieux et monuments

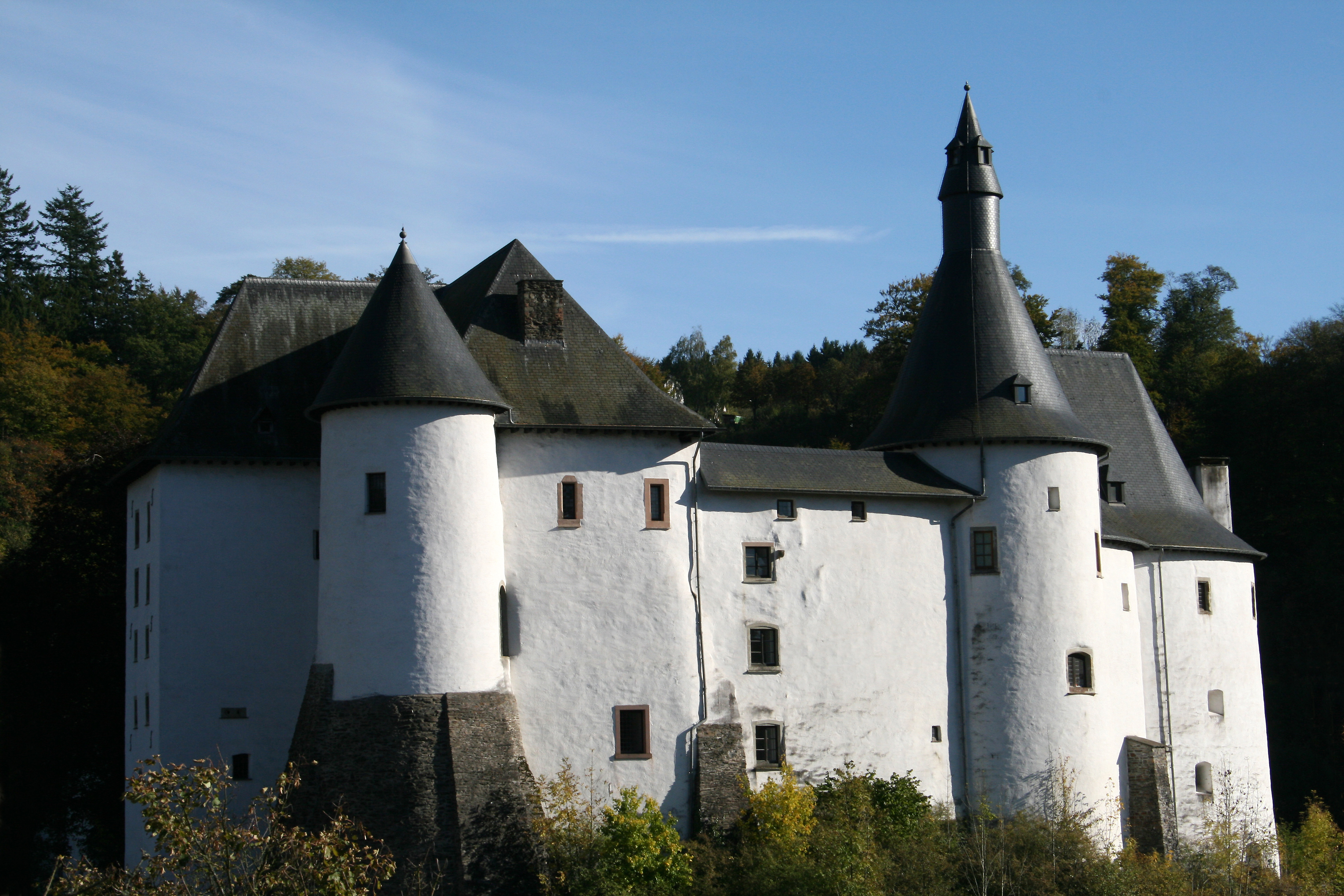
Le château de Clervaux.
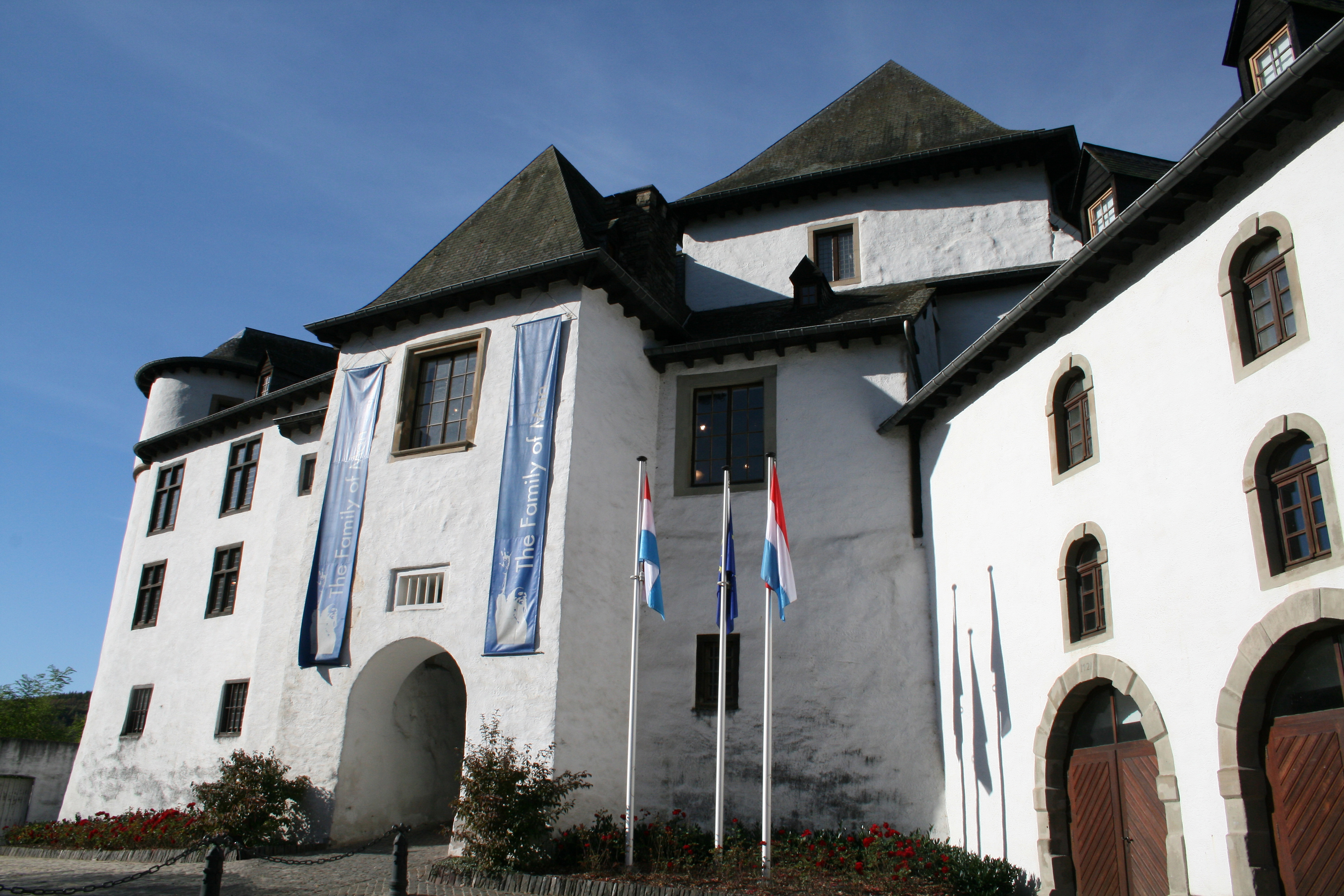
L’entrée du château.
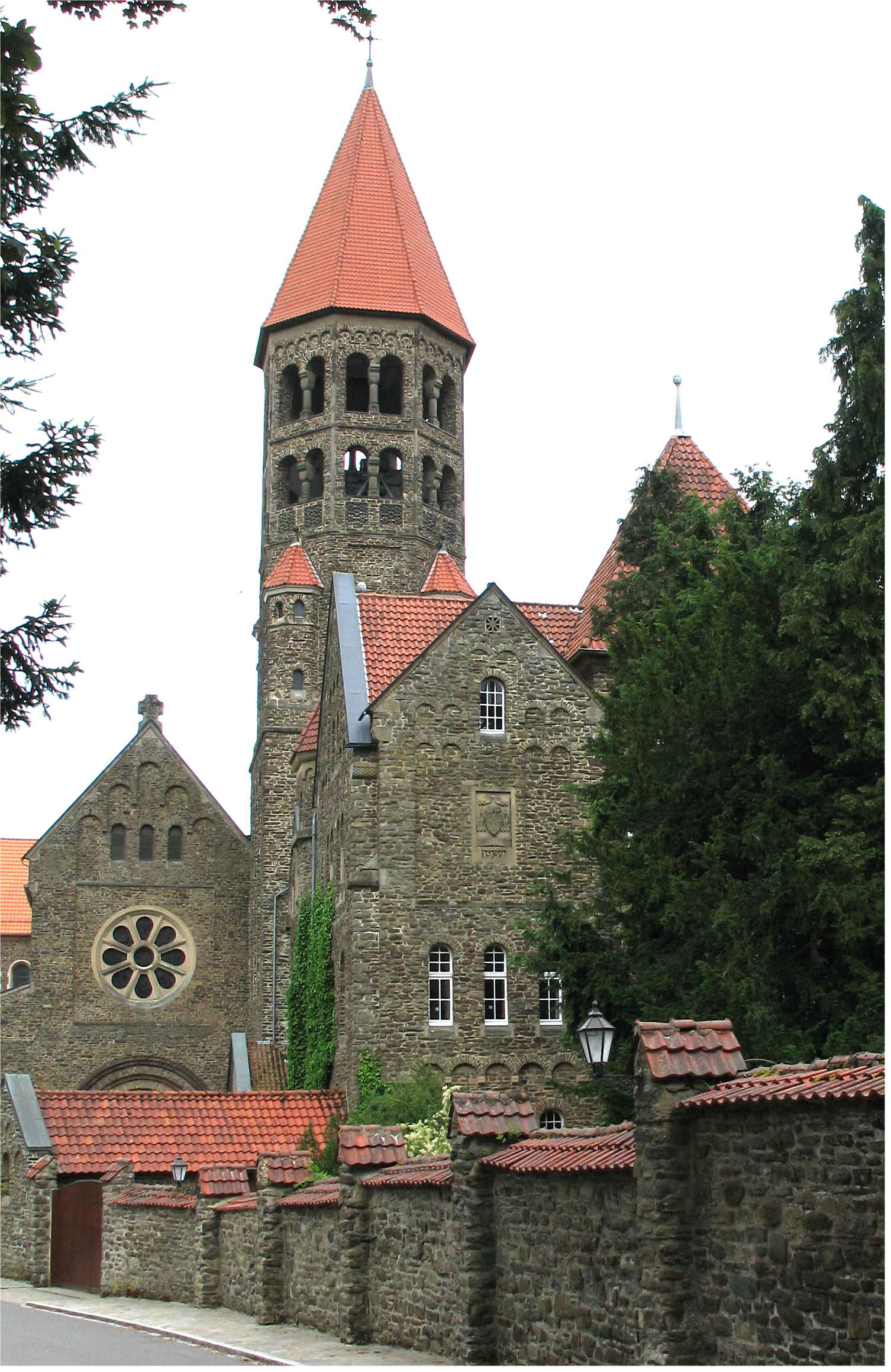
L’abbaye bénédictine Saint-Maurice-et-Saint-Maur.
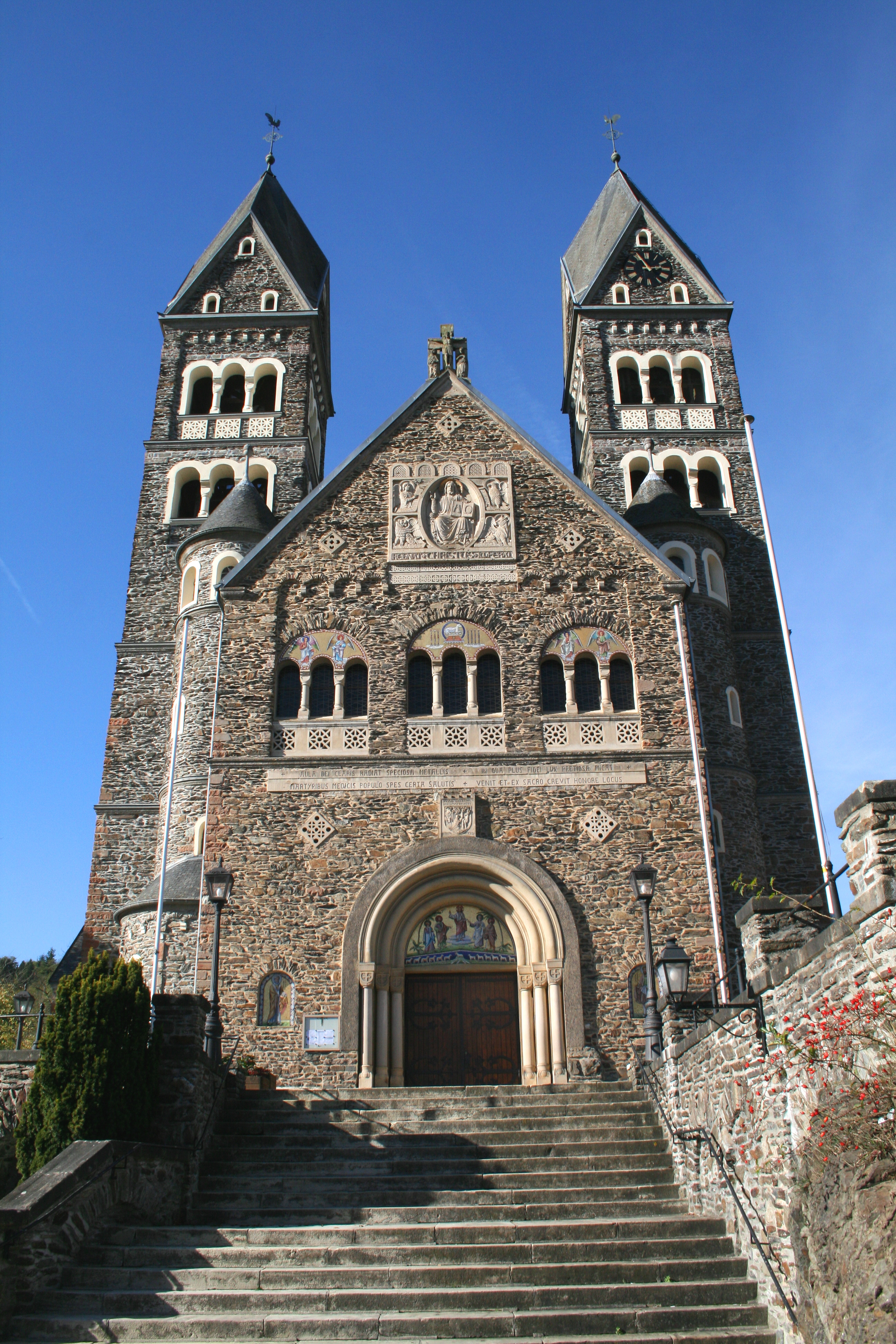
L’église Saints-Côme-et-Damien (1910-1912).

### Héraldique, logotype et devise
| Blason de Clervaux | Blason  | De gueules a (sic) chef d'or chargé de trois merles de sable becqués et membrés de gueules, rangés en fasce. |
| Blason de Clervaux | Détails | Armoiries de la commune luxembourgeoise de Clervaux.                                                         |